# Antedon mediterranea

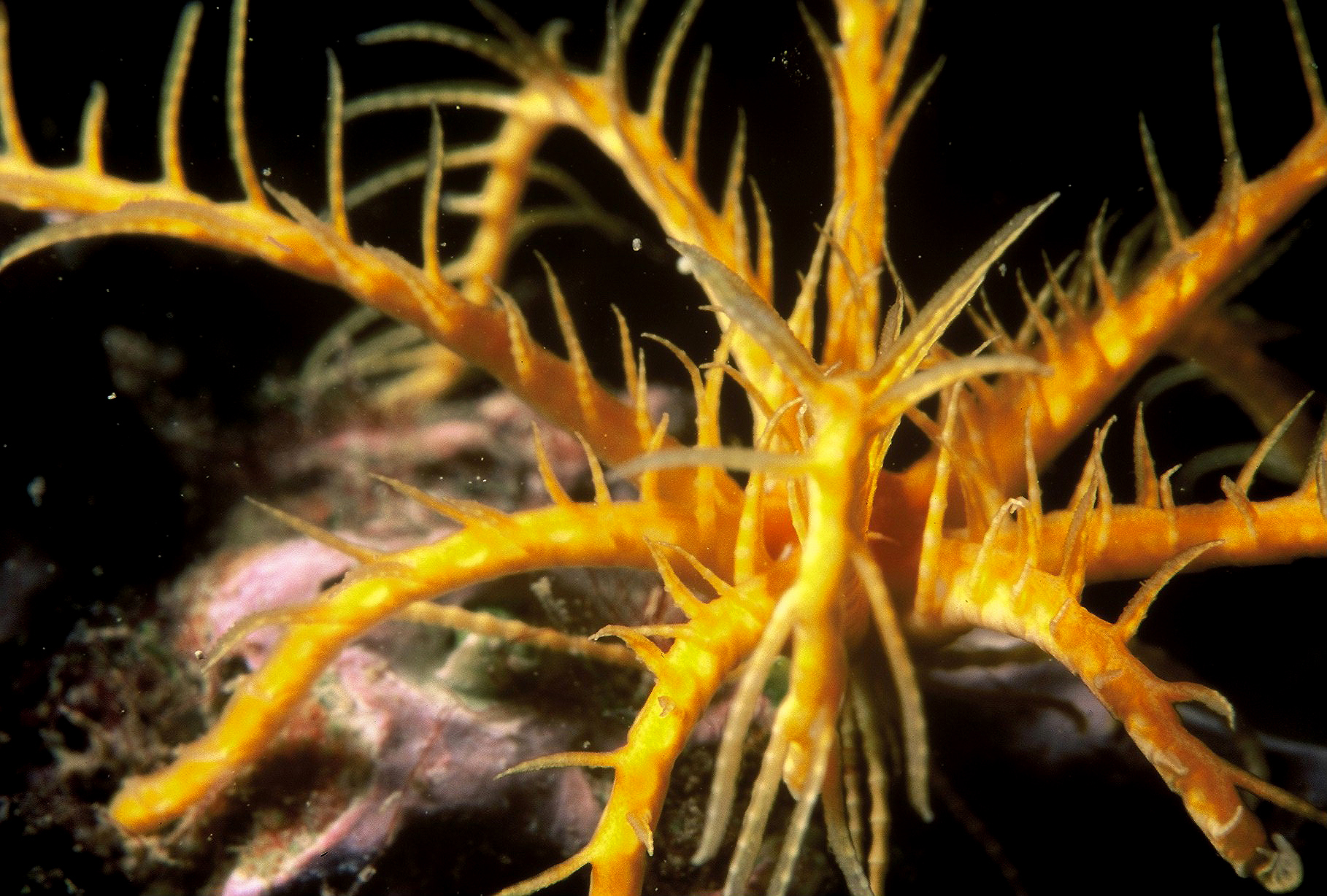
Antedon mediterranea

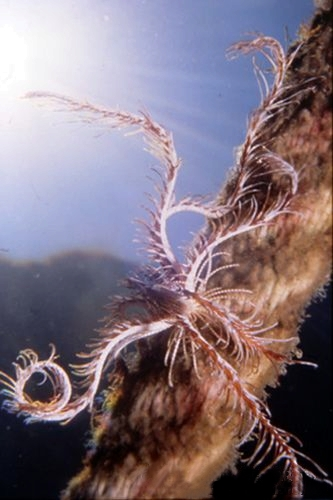
Antedon mediterranea anclada a un cable

Antedon mediterranea es una especie de lirio de mar de la familia Antedonidae.
Su nombre común es comátula mediterránea o clavelina.

## Morfología
Su cuerpo está formado por un disco en forma de copa, compuesto de 2 o 3 anillos de placas. La boca y las partes fecundadas están en la parte apical, lo que les diferencia del resto de equinodermos, situándose la primera en el margen del disco, y el segundo en el centro. Tiene una serie de pínnulas alrededor, cuyos segmentos terminales están modificados formando un peine. De simetría pentarradial.
Tiene 10 brazos visibles, aunque son 5 que se bifurcan nada más crecer de la placa centrodorsal. Están pinnulados en un mismo plano, con unos 60 pares de pínnulas, lo que les da la apariencia de plumas, de ahí uno de los nombres comunes de los crinoideos en inglés: featherstar, o estrella de plumas. Los brazos se componen de una veintena de osículos, o huesecillos, articulados, ligamentos, músculos, y en su interior cuentan con extensiones de los sistemas nervioso, vascular y reproductivo. Al tiempo, las pínnulas poseen una serie de apéndices, o pies tubulares, que utiliza para la alimentación y la respiración.
Su corona, con los brazos extendidos, alcanza los 20 cm de diámetro. En su parte aboral, o inferior, poseen unos apéndices alargados para anclarse al sustrato, denominados "cirri". Tienen entre 18 y 30, normalmente de 20 a 23.
Como la mayoría de los crinoideos, y muchos géneros del filo Echinodermata, poseen la capacidad de auto-amputarse un brazo, en situaciones de peligro para el animal. A esta facultad de algunos animales se le denomina autotomía, y, en el caso que nos ocupa, se combina con otra capacidad, la de regenerarlo por completo a continuación. Con frecuencia, en sustitución del brazo amputado, desarrollan dos nuevos brazos. Aparte de los brazos, también pueden regenerar los cirri, las pínnulas o el intestino.
Para desplazarse por el sustrato utiliza sus cirri, pero es capaz de nadar, mediante el movimiento sincronizado, y de forma alterna, de sus brazos; que oscilan verticalmente de abajo arriba. Lo que supone un espectáculo visual para los humanos.
Su color, normalmente uniforme, puede ser blanco, púrpura oscuro, amarillo, naranja o rojo, en ocasiones con bandas blancas.

## Hábitat y distribución
Se localizan entre 0 y 420 metros de profundidad. Frecuente desde 10 m hasta 40m de profundidad. En fondos rocosos, preferiblemente umbríos, o sobre gorgonias (Eunicella), y en praderas de algas y fondos arenosos; siempre en lugares con corrientes. 
Se distribuyen en el mar Mediterráneo, salvo en Argelia y Marruecos.

## Alimentación
Son filtradores, se alimentan de zooplancton, como diatomeas, foraminiferos, pequeños crustáceos o jóvenes moluscos; y de fitoplancton.

## Reproducción
Las gónadas se localizan en las pínnulas de la parte baja de los brazos. Son dioicos y la reproducción sexual se produce por fertilización externa, en primavera  y verano.  Las larvas doliolarias nadan utilizando el movimiento sincronizado de sus cilia, y poseen un tallo, que pierden al madurar, convirtiéndose en animales de vida libre. Asimismo, son de simetría bilateral y evolucionan a una simetría pentarradial cuando se transforman a la morfología definitiva del animal.